# Мухатов, Вели
Вели́ (Велимухаме́д) Муха́тов (1916—2005) — советский туркменский композитор, педагог и общественный деятель. Народный артист СССР (1965). Лауреат двух Сталинских премий (1951, 1952). Герой Социалистического Труда (1986). Автор музыки Государственного гимна Туркменской ССР (1944).

## Биография
Вели Мухатов родился 22 апреля (5 мая) 1916 года в ауле Багир (ныне в черте Ашхабада, Туркменистан) в семье крестьян.
Учился в интернате им. Эне Кулиевой в Ашхабаде.
Первоначальное музыкальное образование получил в Ашхабадском музыкальном училище им. Д. Овезова (ныне Туркменское государственное музыкальное училище имени Д. Овезова) (1935—1936). В 1936—1941 годах учился (вместе с А. Кулиевым, М. Кулиевой, Х. Аллануровым) в туркменской национальной студии при Московской консерватории по классу альта — у К. П. Моисеева и Е. С. Страхова, по классу композиции — у Г. И. Литинского.
В 1941 году ушёл на фронт в пехотные войска. Был ранен. После войны обучался в Московской консерватории по классу композиции у В. А. Белого и С. Н. Василенко, окончил её в 1951 году. В 1959—1961 годах учился в аспирантуре консерватории.
В 1953—1954 годах — директор музыкального кабинета при Министерстве культуры Туркменской ССР, в 1961—1964 — директор и художественный руководитель Туркменской филармонии, в 1966—1970 — художественный руководитель музыкальных коллективов Туркменского радио и телевидения.
Занимался педагогической деятельностью. С 1972 года — заведующий кафедрой теоретико-композиторского факультета Туркменского педагогического института искусств (ныне Туркменский государственный институт культуры) (Ашхабад). С 1982 года — профессор.
В его сочинениях органично сочетаются народные мотивы и композиторская техника XX века.
Будучи одним из основоположников современной туркменской профессиональной музыки, в 1954—1959 годах возглавлял Союз композиторов Туркменской ССР, был членом правления Союза композиторов СССР.
С 1955 года — член Республиканского комитета защиты мира, с 1956 — Комитета по Ленинским премиям в области науки и искусства при СМ СССР
Депутат Верховного Совета СССР 4 (1954—1958) и 5 (1958—1962) созывов. Член Совета Национальностей от Туркменской ССР.
Вели Мухатов умер 6 января 2005 года (по другим источникам — в 2006 году) в Ашхабаде.

### Семья
- Брат — Нуры Мухатов (1924—1999), композитор и дирижёр. Заслуженный деятель искусств Туркменской ССР (1965).

## Награды и звания
- Герой Социалистического Труда (1986)
- Заслуженный деятель искусств Туркменской ССР (1952)[6]
- Народный артист Туркменской ССР (1955)
- Народный артист СССР (19.04.1965)
- Сталинская премия третьей степени (1951) — за «Туркменскую сюиту» (1950)
- Сталинская премия второй степени (1952) — за симфоническую поэму «Моя Родина» (1951)
- Государственная премия Туркменской ССР имени Махтумкули (1972) — за сборник песен
- Два ордена Ленина (1955, 1986)
- Орден Отечественной войны II степени (1985)
- Орден Трудового Красного Знамени (1967)
- Орден Дружбы народов (1976)
- Орден «Знак Почёта» (1950)
- Медаль «За любовь к Отечеству» (21 октября 2016 года, посмертно) — за большие успехи в упрочении независимости и суверенитета Туркменистана, приумножении экономического потенциала и международного авторитета страны, реализации государственных программ по планомерному развитию промышленной, нефтегазовой, транспортно-коммуникационной, сельскохозяйственной и водохозяйственной отраслей, других секторов экономики, в образцовой государственной и общественной деятельности, за весомый вклад в ускоренное развитие сфер науки и техники, литературы, культуры и искусства, физкультуры и спорта, образования, здравоохранения и социальных услуг, воспитание молодёжи в духе безграничной любви, уважения и преданности Родине, мужества и добросовестности, учитывая особые заслуги перед независимым государством и родным народом, многолетний добросовестный, и самоотверженный труд, а также в ознаменование славного 25-летнего юбилея великой независимости нашего нейтрального государства[7]
- Медаль «В ознаменование 100-летия со дня рождения Владимира Ильича Ленина»
- Медаль «Ветеран труда»

## Основные сочинения
Оперы:
- «Поэт и судья» (1947, совместно с А. Г. Шапошниковым)
- «Зохра и Тахир» (1953, совместно с А. Г. Шапошниковым — вторая редакция оперы, первая (1941) была написана А. Г. Шапошниковым самостоятельно)
- «Конец кровавого водораздела» (1967, либретто Ч. Аширова)

Балеты:
- «Белый хлопок» (1945, совместно с А. Ф. Зноско-Боровским)

Оркестровые сочинения:
- «Туркменская сюита» (1949)
- симфоническая поэма «Моя Родина» (1951)
- «Симфоническая картинка» (1951)
- сюита из музыки к фильму «Сын пастуха» (1955)
- симфонии: № 1 «Памяти Махтумкули» (1974), № 2 «Героическая» (1984), № 3 «Посвящение матери» (1985), № 4 «Пелек Гектепинская» (1999)
- концерты: для фортепиано с оркестром (1989), для скрипки с оркестром (1991), для виолончели с оркестром (2003)

Вокально-симфонические сочинения
- кантаты: «Победа» (1943), «О Коммунистической партии» (1954), «О счастье» (1954), «Привет Москве» (1955), «Дума о Ленине» (1957)
- поэмы: «Сказание о коммунисте» (1970), «Песня о Ленине» (1970)
- оды: «О партии» (1976), «Ленин и моя партия» (1982), «О ленинской партии» (посв. XXVII съезду КПСС, 1985)
- оратория «Мой Ашхабад» (1981)

Сочинения для оркестра народных инструментов:
- «Две индийские пьесы» (1955), «Поэма» (1965), 3 симфонических поэмы (1965—1982)

Другие сочинения:
- для фортепиано — «Фуга»(1951), «Прелюдии» (1951), «Импровизация» (1955)
- для голоса и фортепиано — романсы, в том числе «Любовь» (1947), «Ожидание» (1967), «Осень» (1970)
- песни, в том числе «Голос Востока», «Знамя братства», «Песня за мир», «Песня о нефтяниках», «Комсомольская песня», «Комсомол всегда в пути», «Первая любовь», «Утренняя песня», «Слава труду», «Песня о Ленине», «Песня за мир»
- хоры, в том числе поэма «Верность»
- музыка к спектаклям драматического театра и кинофильмам

Автор музыки Государственного гимна Туркменской ССР (1944).

### Фильмография
- 1951 — Советский Туркменистан (документальный)
- 1954 — Сын пастуха
- 1956 — Честь семьи
- 1960 — Десять шагов к Востоку
- 1963 — Случай в Даш-Кале
- 1968 — Песнь о воде (документальный)